# Marjut Hökfelt
Marjut Hannele Hökfelt, född Markkanen 28 juni 1976, är en svensk översättare och undertextare. Sedan 2003 översätter hon romaner, fackböcker och barnböcker från finska. Hon har gått på Litterära översättarseminariet vid Södertörns högskola.

## Översättningar (urval)
- Juha Vuorinen: Dilledagboken (Juoppohullun päiväkirja) (Bazar, 2003)
- Leena Lehtolainen: Dödsspiralen: kriminalroman (Kuolemanspiraali) (Bonnier, 2003)
- Reijo Mäki: Gula änkan (Keltainen leski) (Bazar, 2007)
- Peter von Bagh: Aki om Kaurismäki (Aki Kaurismäki) (Alfabeta, 2007)
- Kristiina Louhi: Hej, Tomppa! (Terve, Tomppa!) (Opal, 2010)
- Antti Tuomainen: Helaren (Parantaja) (Forum, 2012)
- Leena Lehtolainen: Var är alla flickor nu? (Minne tytöt kadonneet?) (Bazar, 2012)
- Emilia Lehtinen: Anvisningar för drakuppfödare (Ohjeita lohikäärmeiden kasvattajille) (Turbine, 2010)
- Finland berättar: rådjurens himmel: tjugofyra noveller (urval och översättning, Tranan, 2013)
- Claire Aho och Heikki Aho: Aho & Soldan: Helsinki 1950-luvun väreissä = Helsingfors i 1950-talets färger = Helsinki in 1950's colours (Helsinki: Gummerus, 2014) [trespråkig utgåva]
- Kati Hiekkapelto: Kolibri (Kolibri) (Modernista, 2017)
- Kati Hiekkapelto: De försvarslösa (Suojattomat) (Modernista, 2018)